# سباستین پالاسیوس
سباستین پالاسیوس (انگلیسی: Sebastián Palacios؛ زادهٔ ۲۰ ژانویهٔ ۱۹۹۲) بازیکن فوتبال اهل آرژانتین است.
از باشگاه‌هایی که در آن بازی کرده‌است می‌توان به باشگاه فوتبال آرسنال ساراندی و باشگاه فوتبال بوکا جونیورز اشاره کرد.